# Erbaluce di Caluso passito liquoroso
L'Erbaluce di Caluso passito liquoroso è stata una tipologia del vino DOC Erbaluce di Caluso la cui produzione, consentita nelle province di Torino, Biella, e Vercelli, si svolgeva particolarmente sulle colline intorno a Caluso, centro del Canavese in Provincia di Torino.

## Caratteristiche organolettiche
- colore: dal giallo oro all'ambrato scuro-limpidezza brillante.
- odore: profumo delicato etereo e caratteristico.
- sapore: amabile o dolce, armonico, pieno, vellutato

## Storia
La tipologia Caluso passito liquoroso non è stata più indicata nel disciplinare di produzione a partire dal Decreto Ministeriale 17 febbraio 1998, pubblicato sulla Gazzetta Ufficiale n. 40 del 17 febbraio 1998. Non esiste quindi un vero e proprio decreto che in maniera esplicita abroga la tipologia.